# تابونگ حاجی
تابونگ حاجی (انگلیسی: Tabung Haji) شرکت خدمات مالی مالزیایی است، که در سال ۱۹۶۳ تأسیس شد. 